# Cretto di Burri
Il Cretto di Burri o cretto di Gibellina è il nome con cui è colloquialmente conosciuto il Grande Cretto, opera di arte ambientale di Alberto Burri. È stata realizzata in una prima fase tra il 1984 e il 1989 e successivamente completata nel 2015, nel luogo in cui sorgeva la città vecchia di Gibellina, completamente distrutta dal terremoto del Belice del 1968.

## Antefatti
La genesi dell'opera si fa risalire alla distruzione della città di Gibellina (oggi chiamata "Gibellina Vecchia"), provocata dal terremoto del 14 gennaio 1968: la potenza del terremoto distrusse completamente la città, lasciando la maggior parte delle famiglie senza tetto. La voglia di rinascita della città nacque dalla mente del sindaco Ludovico Corrao, che vide nell'arte un riscatto sociale della città; tra i numerosi artisti che vennero a titolo gratuito spiccò il nome di Burri.
(Alberto Burri, 1995)

## Descrizione
Burri progettò un gigantesco monumento che ripercorre le vie e vicoli della vecchia città: esso infatti sorge nello stesso luogo dove una volta vi erano le macerie, ora cementificate dall'opera di Burri; i blocchi sono stati realizzati accumulando e ingabbiando le macerie degli stessi edifici.
Dall'alto l'opera appare come una serie di fratture di cemento sul terreno, il cui valore artistico risiede nel congelamento della memoria storica di un paese. Ogni fenditura è larga dai due ai tre metri, mentre i blocchi sono alti circa un metro e sessanta e ha una superficie di circa 80 000 metri quadrati, facendone una delle opere d'arte contemporanea più estese al mondo. A circa 350 metri dall'opera, è possibile vedere anche i resti dei ruderi di Gibellina.

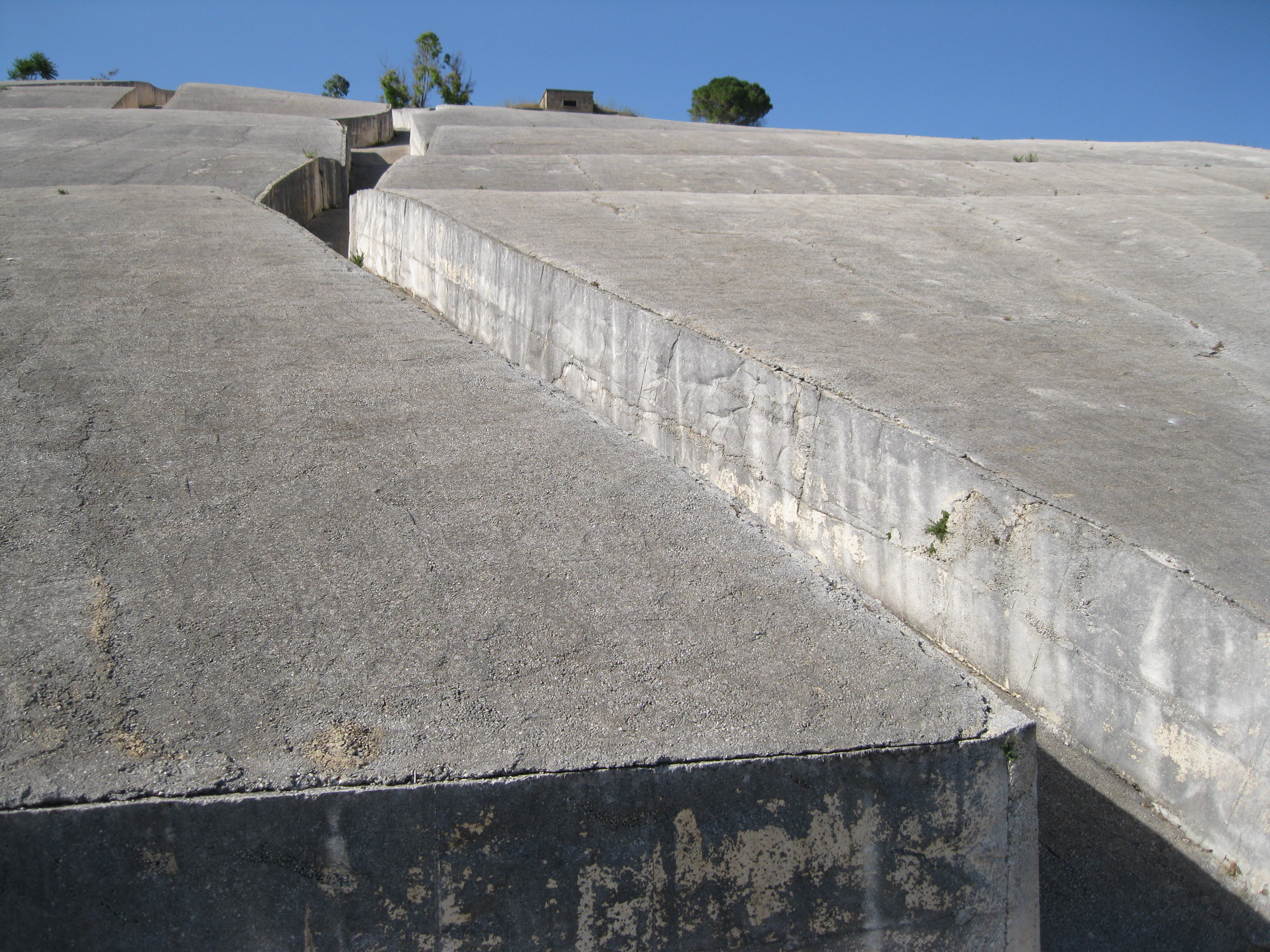
Particolare del Cretto

Burri non era nuovo a questo soggetto, riprodotto in molti quadri di medie dimensioni, i Cretti.
È visitabile percorrendo la strada statale 119 di Gibellina nel tratto che interseca la riserva naturale integrale Grotta di Santa Ninfa, tra l'omonima cittadina e il paese di Salaparuta, oppure venendo dall'autostrada A29 in direzione Mazara del Vallo. 
L'opera venne realizzata parzialmente in una prima fase tra il 1985 e il 1989, rimanendo al tempo incompleta per mancanza di fondi; il completamento è arrivato solamente nel 2015, in occasione del centenario della nascita di Burri. Il completamento del Cretto ha prodotto una serie di dibattiti e interrogativi relativi anche alla conservazione e al restauro dell'opera. 

## Nella cultura di massa
L'opera è oggetto di un cortometraggio della regista olandese Petra Noordkamp, commissionato dal Solomon R. Guggenheim Museum per essere proiettato alla retrospettiva di Alberto Burri tenutasi presso l'istituzione dal 9 ottobre 2015 al 6 gennaio 2016. Nel Cretto si svolgono anche parte delle riprese del film-documentario La legge del terremoto (2020), realizzato da Alessandro Preziosi insieme a Carmelo Pinnisi e Tommaso Mattei.
Il Cretto è anche il soggetto dello spettacolo teatrale I-TIGI a Gibellina e della sua trasposizione video I-TIGI Canto per Ustica dell'autore italiano Marco Paolini: girato interamente nel Cretto nel 2000, è incentrato sulla strage di Ustica del 27 giugno 1980 e sulla ricostruzione della lunga indagine condotta dal giudice Rosario Priore. L'autore dichiarò di aver scelto il Cretto perché «è una sorta di labirinto concreto, che, visto dall'alto, è simile al labirinto di bugie in cui i giudici dovevano orientarsi per trovare il filo dell'inchiesta». L'opera è presente anche in svariati documentari sempre con lo stesso significato simbolico, ad esempio Abbattiamoli con Massimo Giletti, sulle bombe del 1992-1993, e Il fantasma di Corleone di Marco Amenta, su Bernardo Provenzano. 
Il Cretto è teatro di episodi delle serie televisive Màkari e Citadel: Diana, entrambe le volte nel 2024, oltreché dei video musicali Io non abito al mare di Francesca Michielin (2017), Pushing the Tides dei Mastodon (2021) e Meteoriti di Mr. Rain (2021).